# Chang (Bier)

Logo der Biermarke

Chang (thailändisch เบียร์ช้าง, Aussprache: [bīːa tɕʰáːŋ]) ist eine Biermarke aus Thailand. Chang ist thailändisch für Elefant, ein in Thailand kulturell und geschichtlich sehr bedeutsames Tier. Der Elefant findet sich auf der Logografie wieder. Dargestellt werden zwei sich begegnende Elefanten.

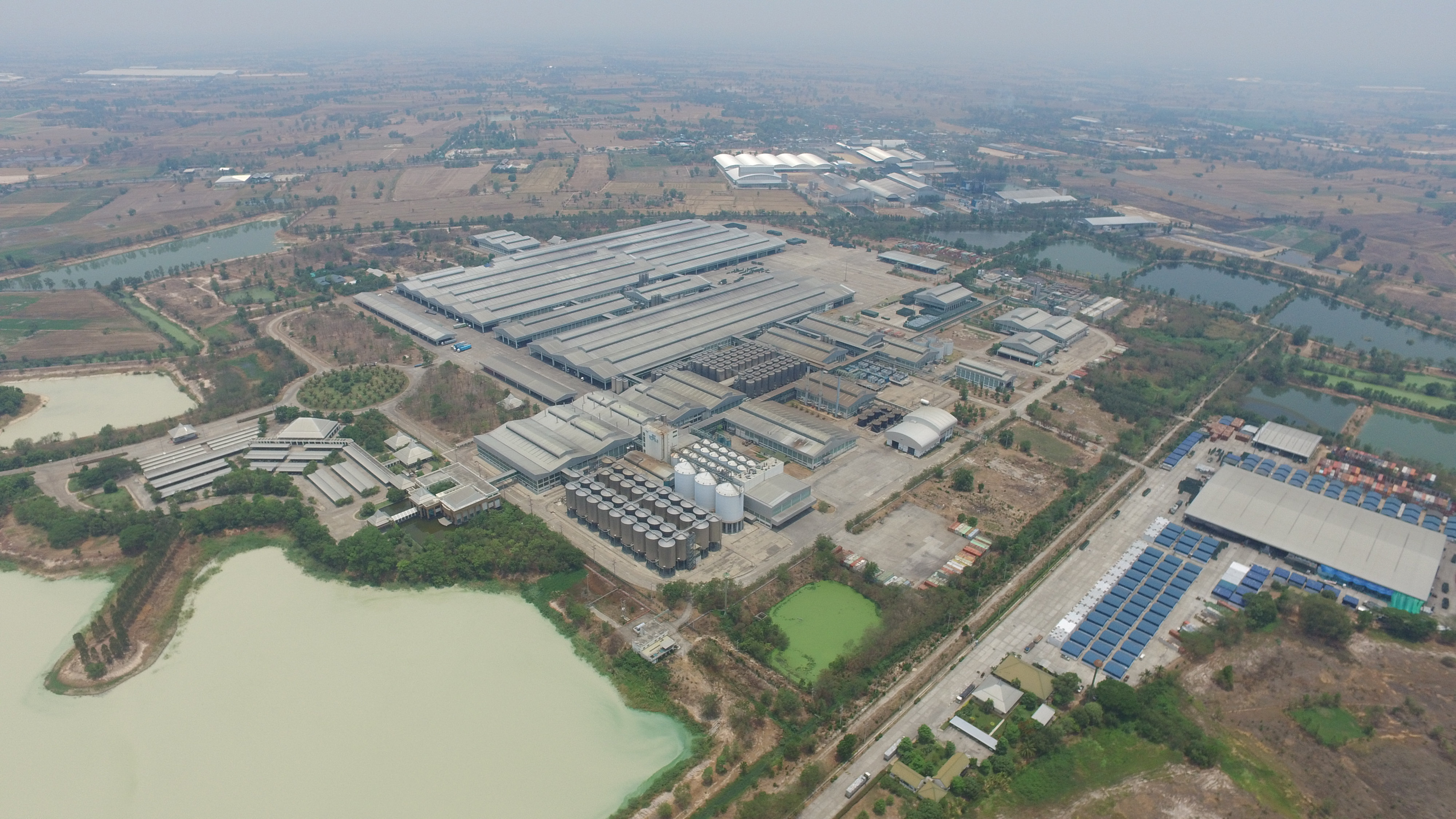
Chang-Brauerei in der Provinz Kamphaeng Phet

Chang-Bier wird in Thailand von der Thai Beverage Plc. in drei Brauereien nach internationalem Standard hergestellt: 
Im Bezirk Bang Ban in der Provinz Ayutthaya, die der Beer Thip Brewery (1991) Company Limited gehört; eine steht im Bezirk Khlong Khlung der Provinz Kamphaeng Phet und gehört der Beer Thai (1991) Public Company Limited; die dritte befindet sich im Bezirk Wang Noi ebenfalls in der Provinz Ayutthaya, diese gehört der Cosmos Brewery (Thailand) Ltd.

## Geschichte

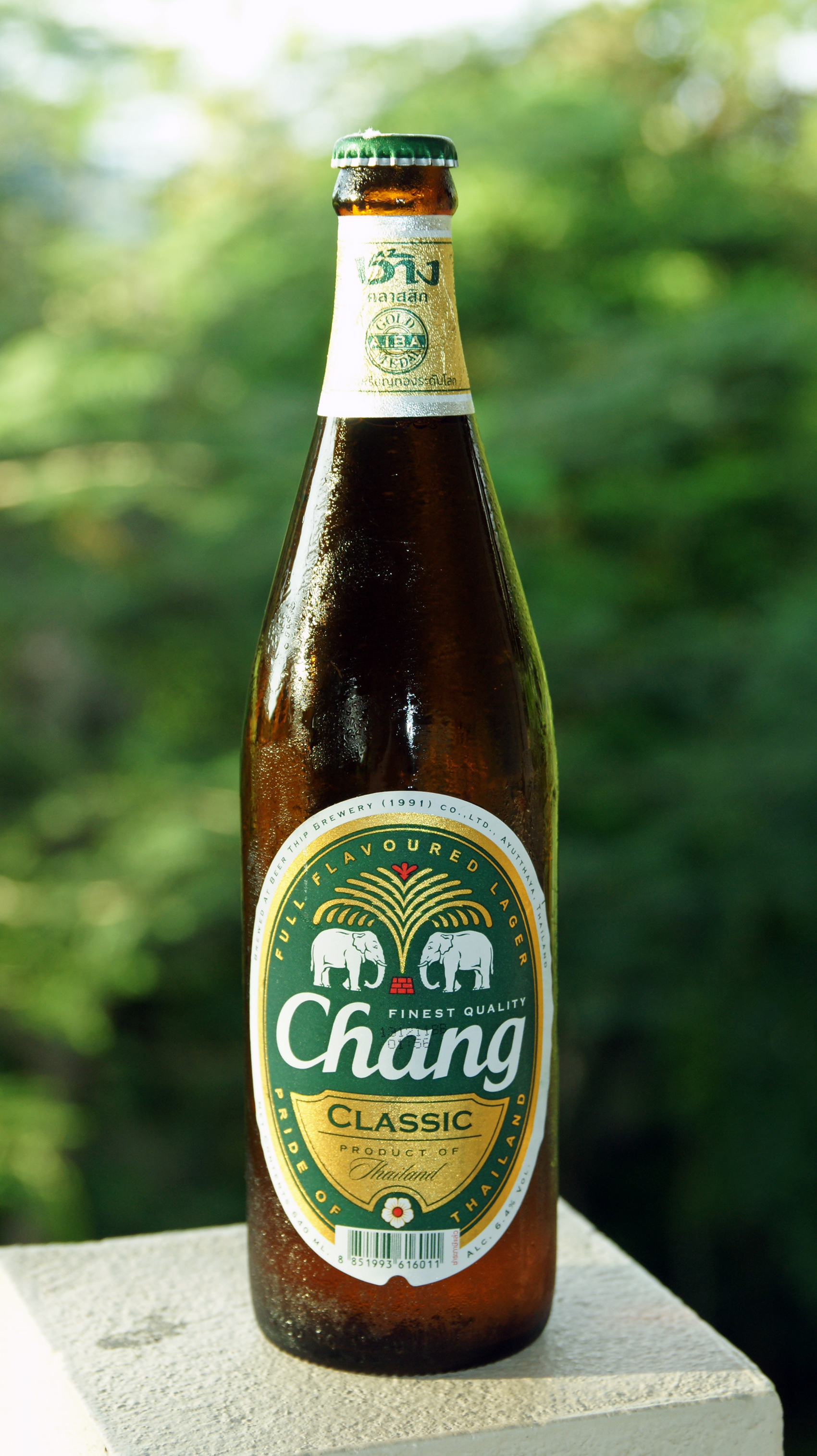
Chang Classic Beer bis 2015

Die Herstellung alkoholischer Getränke wurde in Thailand staatlich reguliert und überwacht. 1990 betrieb der thailändische Unternehmer Charoen Sirivadhanabhakdi elf „Thai-Whiskey“-Brennereien und leitete alle zwölf staatlichen Destillerien. 1991 wurde der Markt für alkoholische Getränke liberalisiert.
Anfang der 1990er-Jahre wollte der dänische Bierkonzern Carlsberg in den thailändischen Markt einsteigen. Charoen schlug vor, mit ihm als Partner ein Joint-Venture-Unternehmen zu gründen. Es wurde die Carlsberg Brewery (Thailand) Company Limited gegründet. Gebraut wurde ab 1993 in Wang Noi bei Ayutthaya. Der Vertrieb profitierte von Charoens Kundennetzwerk. So war Carlsberg in kurzer Zeit in ganz Thailand erhältlich.
1994 ließ Charoen ein eigenes Bier entwickeln. Der offizielle Verkaufsstart des neuen Chang Beer war am 2. März 1995. Gebraut wurde bei Beer Thip Brewery Co Ltd in Bang Ban bei Ayutthaya. Hierzu ließ Charoen durch das dänische Brauerei-Unternehmen Danbrew Ltd. A/S eine neue Brauerei erstellen. Der Absatz nahm schnell und kontinuierlich zu. Die Produktionskapazitäten der Brauerei waren bald ausgelastet. Im November 1999 wurde in der Provinz Kamphaeng Phet auf einer Fläche von 2,56 km² mit dem Bau einer weiteren Brauerei begonnen. Im Oktober 2001 startete die neu gegründete Beer Thai Pcl. mit der Bierproduktion. Die Brauerei erlangte noch im 2001 die Zertifizierungen nach ISO 9002 und 9001 für Management und Betriebsabläufe sowie 14001 für die Umweltstandards.
Unter den in Thailand gebrauten Bieren erlangte Chang Beer durch aggressives Marketing bis zum Jahr 1999 einen Marktanteil von 57,96 %. Der Hauptkonkurrent Singha fiel auf 34,81 % zurück und verlor die Position des Marktführers. Seither konnte Singha aber wieder Marktanteile zurückgewinnen. So pendelte sich Chang Beer bis 2005 bei 49 % ein.
Da der Absatz des Carlsberg-Biers mit einem Marktanteil von nur 1,66 % (1999) weit hinter den gesetzten Erwartungen lag, erklärte Carlsberg 2003 das Joint-Venture für gescheitert und zog sich aus dem thailändischen Markt zurück. Charoen reichte Klage ein. Carlsberg wurde zur Zahlung von 120 Millionen US-Dollar an den einstigen Partner verurteilt.
2003 gründete Charoen Sirivadhanabhakdi die Thai Beverage Public Company Limited (kurz ThaiBev). In diese wurden die Bierbrauereien, Spirituosenbrennereien, Betriebe für nicht alkoholische Getränke und Lebensmittel eingebracht.
Um das Interesse am Markt zu fördern, entwickelte Chang neue Biersorten. So waren neben dem herkömmlichen Lagerbier Chang Beer bis 2015 folgende Chang-Biere erhältlich:
- Chang Beer (seit 1995), mit 5,0 % Alkoholgehalt
- Chang Classic (ab 2009), mit 6,4 % Alkoholgehalt
- Chang Draught (Draft) (ab 2009), mit 5,0 % Alkoholgehalt
- Chang Light (ab 2009), mit 4,2 % Alkoholgehalt
- Chang Export (ab 2011), mit 5,0 % Alkoholgehalt

## 20 Jahre Chang-Bier

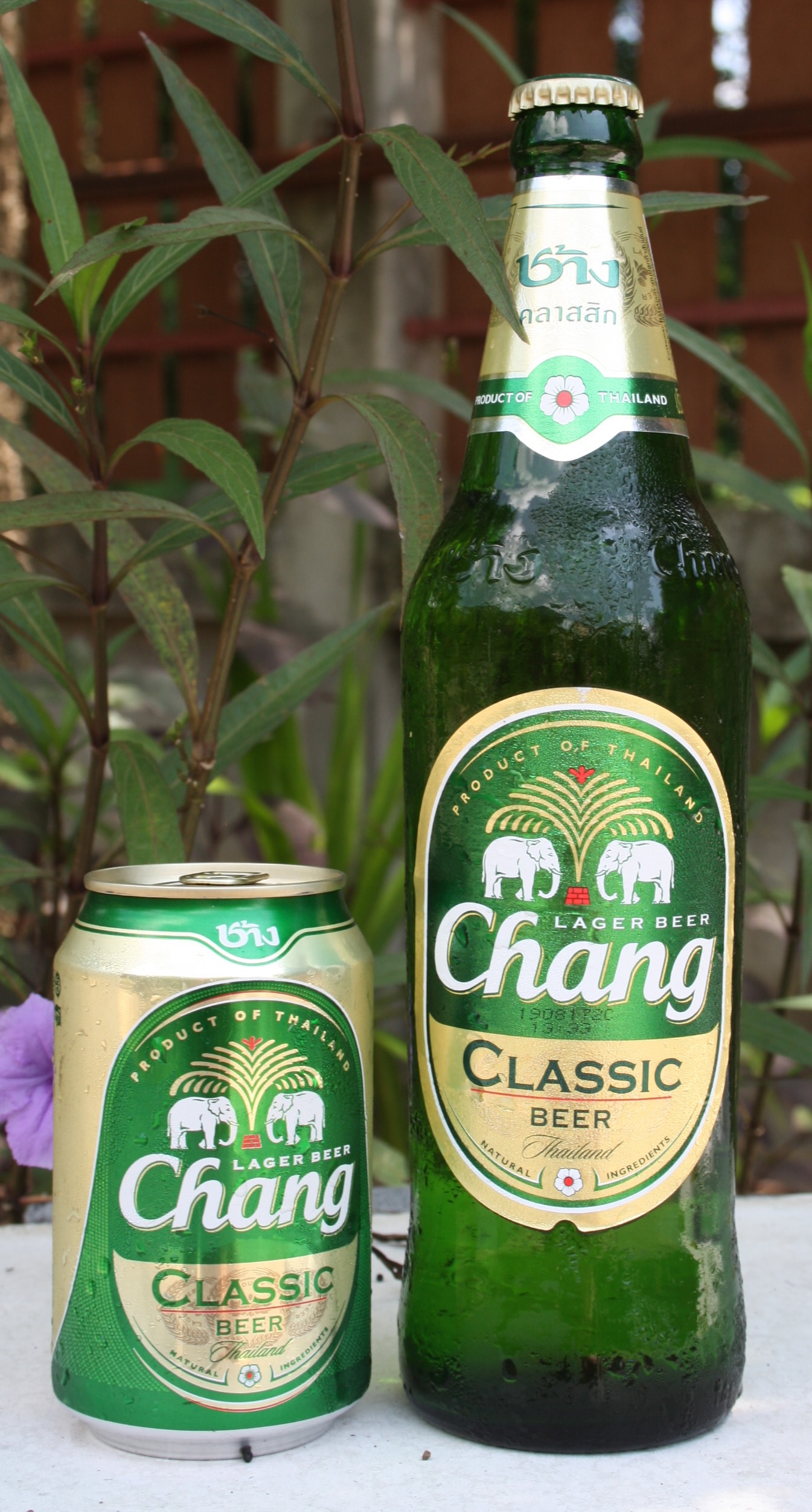
Das neue Chang Classic Beer seit 2015

2015 feierte die Thai Beverage das 20. Jubiläum des Chang-Biers. Zu diesem Anlass wurde das Bier Chang Classic überarbeitet. Mit verändertem Aroma durch die Zugabe von Reis und einem reduzierten Alkoholgehalt wird es in eine neugestaltete, smaragdgrüne Flasche abgefüllt. Einzig der Name Chang Classic Beer blieb. Um mit dem neuen Bier verstärkt am Markt auftreten zu können, wurden die übrigen Chang Biere aus dem Sortiment genommen.
Chang-Bier seit 2015:
- Chang Classic Beer, mit (in Thailand) 5,0 % Alkoholgehalt.

Je nach Markt variiert der Alkoholgehalt zwischen 4,8 und 5,5 %.

## Auszeichnungen
- An den Australien International Beer Awards (A.I.B.A.) erreichte Chang Beer im Jahr 1998 eine Goldmedaille[7]
- An der World Beer Championships im 2008 erreichte Chang Beer eine Goldmedaille[8]
- An der Monde Selection 2018, in Valencia (Spanien) wurde Chang Classic Beer mit einer Goldmedaille ausgezeichnet[9]

## Sponsoring
- Seit der Saison 2004/2005 ist Chang Sponsor des Fußballvereins FC Everton in England.
- Im Februar 2012 konnte mit den spanischen Fußballclubs FC Barcelona und Real Madrid C.F. eine Sponsorvereinbarung über drei Jahre abgeschlossen werden.
- 2015 wurde der Sponsorvertrag mit dem FC Barcelona um weitere drei Jahre verlängert.[10]
- Das Stadion des thailändischen Rekordfußballmeisters Buriram United trägt den Sponsoringnamen Chang Arena
- Die Rennstrecke, Chang International Circuit in Buri Ram, Thailand